# Waldkappel
Waldkappel is een plaats in de Duitse deelstaat Hessen, gelegen in de Werra-Meißner-Kreis. De stad telt 4.228 inwoners.

## Geografie
Waldkappel heeft een oppervlakte van 96,48 km² en ligt in het centrum van Duitsland, iets ten westen van het geografisch middelpunt. Waldkappel is een partnergemeente van Hazerswoude-Rijndijk.
Bad Sooden-Allendorf · Berkatal · Eschwege · Großalmerode · Herleshausen · Hessisch Lichtenau · Meinhard · Meißner · Neu-Eichenberg · Ringgau · Sontra · Waldkappel · Wanfried · Wehretal · Weißenborn · Witzenhausen